# 1000 francia frank (bankjegy, Richelieu-típus)

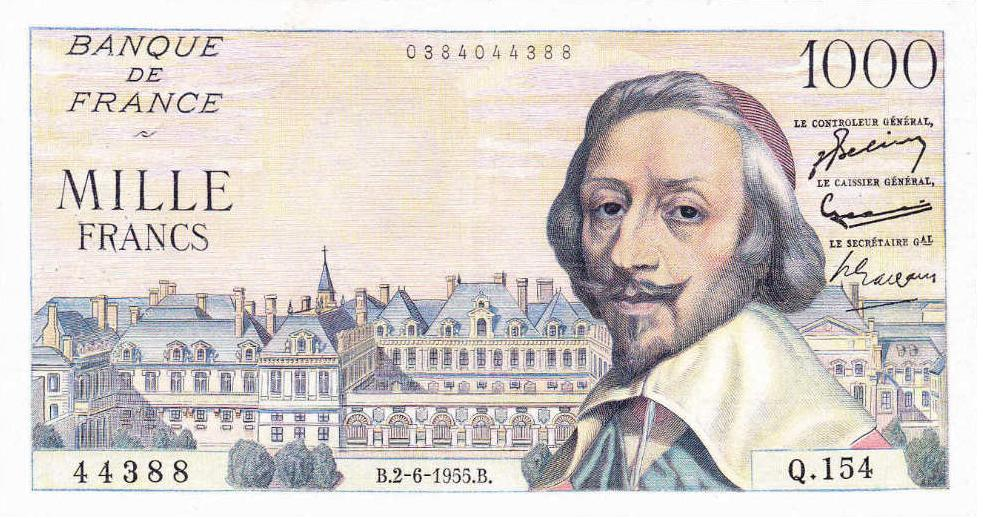
1000 francia frank, Richelieu-típus, 1955. 06. 02.

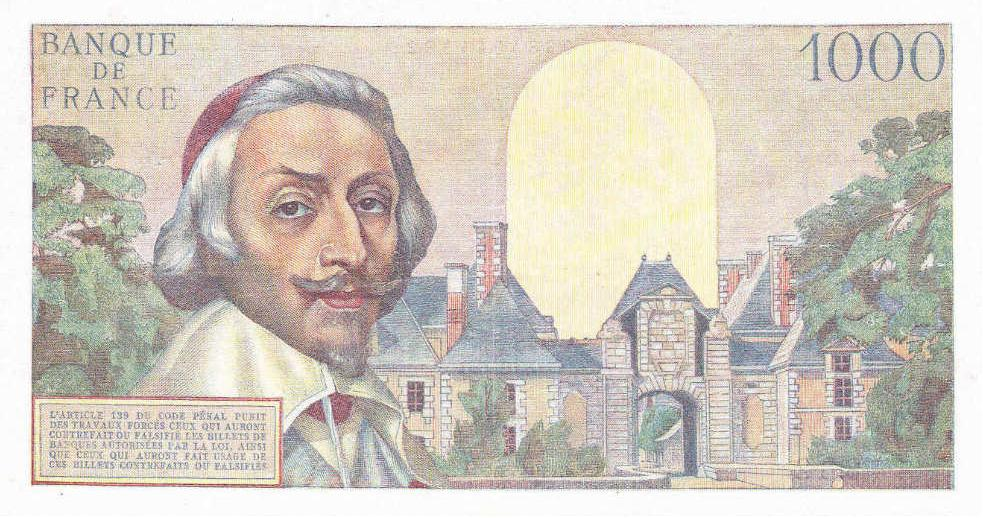
1000 francia frank, Richelieu-típus, hátoldal

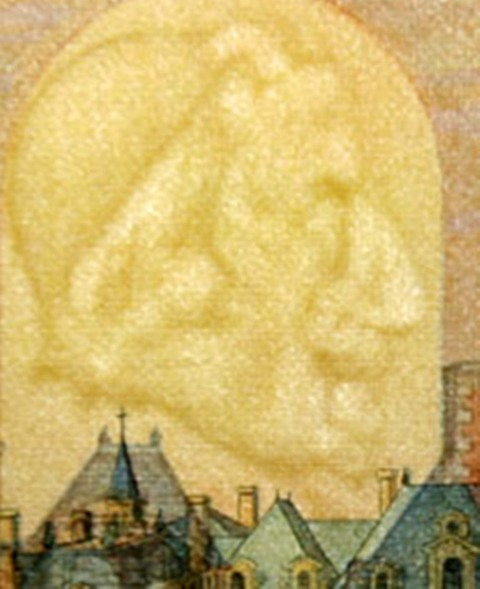
A Richelieu-típusú 1000 frankos vízjele, a bíboros profilja

Az 1000 frankos bankjegy Richelieu-sorozata Franciaország fizetőeszköze volt 1955 és 1968 között.

## Története
Az addig a francia frank bankjegyekre jellemző allegorikus, mitologikus, illetve híres személy – vagy ezek valamilyen kombinációja – tematikát 1954 és 1958 között váltotta fel az első igazán modernnek tekinthető, egységes koncepciójú "personnalités illustres" (jeles személyiségek) bankjegyszéria. Egyedi, az ezt követő két szériánál is megőrzött, eztán igazi franciásnak tekintett jellegzetességüket az adta, hogy mind az elő-, mind a hátoldalon ugyanazt a személyt ábrázolták, igaz eltérő környezetben. Az 500 frankosra Victor Hugo, az 1000 frankosra Richelieu bíboros, az ötezresre IV. Henrik király, a tízezresre pedig Bonaparte Napóleon került, a Francia Köztársaság első konzuljaként.
Az ezres címlet a korabeli francia frank stílusának megfelelően mindkét oldalán, más-más háttér előtt ugyan, de Armand Jean du Plessis -t (Párizs, 1585. szeptember 9. – 1642. december 4.), Richelieu és Fronsac bíboros-hercegét, XIII. Lajos király (1610–1643) teljhatalmú főminiszterét, a fejedelmi abszolutizmus kiépítőjét, Franciaország egyik legnagyobbnak tartott államférfiját, a "Vörös eminenciást" (l'Éminence rouge) ábrázolja.
Valós mérete: 150×80 mm, többszínnyomásos (polychrom) eljárással készült, vízjeles (Richelieu bíboros profilból), speciális bankjegypapíron.
A bankjegyet a neves tervező, Clément Serveau (Párizs 1886. június 29. – Párizs 1972. július 8.) alkotta. A nyomólemezeket Jules Piel és André Marliat (előoldal), illetve Robert Armanelli (hátoldal) készítették.

## Bevezetése

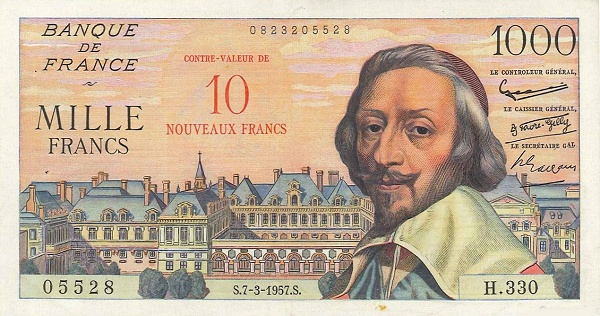
10 új frankra felülnyomott 1000 régi francia frankos bankjegy, Richelieu-típus

Ezt a bankjegytípust 1955. december 6. és 1960. január 4. között bocsátották ki, az 1960-as francia valutareform után még 1968. április 1-ig volt forgalomban. Az 1960-as valutareformmal vezették be az új (nouveaux franc) vagy „nehéz frank”-ot (franc lourd) – 1 új frank 100 régivel (anciens francs) volt egyenértékű. Első címletsorát a korábbi széria átalakításával hozták létre, az 500, 1000, 5000, 10 000 régi frankosból 5 új frank, 10 új frank, 50 új frank és 100 új frank lett. A régi bankjegyek egy részét az előoldali vízjelmezőn piros felülbélyegzéssel látták el ("CONTRE-VALEUR DE 5/10/50 vagy 100 NOUVEAUX FRANCS") új frankra átértékelve őket. 50 000 régi franknak megfelelő 500 új frankos is forgalomba került Molière portréjával.
A Banque de France a kétezres évek elejéig beváltotta francia frankra, illetve 2002-től euróra.

## Előoldal
Az előoldalon a bíboros a saját rezidenciájaként építtetett párizsi Palais-Cardinal, a későbbi Palais-Royal előterében látható, a portré Philippe de Champaigne (1602-1674) híres festménye alapján készült.

## Hátoldal
A kardinálist a Jacques Lemercier (1585–1654) építész tervezte monumentális richelieu-i (Indre-et-Loire megye) városkapu előterében ábrázolja.

## Feliratok
"Banque de France; Dix Nouveaux Francs; Le Controleur Général; Le Caissier Général; Le Secrétaire Général; L'Article 139 du Code Pénal Punit des Travaux Forcés Ceux qui Auront Contrefait ou Falsifié les Billets de Banques Autorisées par la Loi, Ainsi que Ceux qui Auront Fait Usage de Ces Billets Contrefaits ou Falsifiés."

## Változatok
A típus bankjegyein szereplő hitelesítő aláírás (Le Controleur Général, Le Caissier Général, Le Secrétaire Général) és dátumváltozatok:
Belin / Gouin d'Ambričres / Gargam: 02.04.1953 - 05.01.1956 között.
Gouin d'Ambričres / Favre-Gilly / Gargam: 07.03.1957 - 05.09.1957 között.